# Croatian Bol Ladies Open
Croatian Bol Ladies Open — міжнародний жіночий професійний тенісний турнір, який проводили в Хорватії 1991 року і з 1995 по 2003 рік. Відбувався у квітні-травні на ґрунтових кортах у місті Бол (за винятком 1995 року) і в останні роки проведення належав до III категорії турнірів WTA з призовим фондом 170 тисяч доларів з турнірною сіткою, розрахованою на 30 учасниць в одиночному розряді і 16 пар.

## Історія
Турнір WTA в Болі вперше провели наприкінці квітня 1991 року, коли Хорватія вже робила кроки щодо виходу зі складу федеративної Югославії. Громадянська війна перервала проведення турніру до 1995 року, коли Croatian Open відбувся в Загребі. Від наступного року турнір, який спочатку належав до IV, а потім до III категорії, повернувся в курортний Бол, де проходив вісім років.
Влітку 2003 року директор турніру Антун Пленкович повідомив, що через фінансові труднощі Croatian Open більше не відбудеться. Права на проведення турніру придбали організатори чоловічого турніру в Цинциннаті, який проходив напередодні Відкритого чемпіонату США. Великий жіночий теніс повернувся таким чином до Цинциннаті вперше з 1988, а на регулярній основі - вперше з 1973 року.
Професійний жіночий тур, утім, на цьому не залишив місцеві корти: від 2004 року в Болі проводять невеликі змагання ITF.

## Переможниці та фіналістки
Єдиною дворазовою переможницею Відкритого чемпіонату Хорватії в одиночному розряді була господарка корту Мір'яна Лучич-Бароні, яка здобала свої титули в 15 і 16 років, ставши наймолодшою тенісисткою в історії WTA-туру, котра захистила свій титул. Обидва рази її суперницею у фіналі була американка Коріна Мораріу. Наступного року після їхнього другого протистояння Мораріу вийшла у свій третій фінал поспіль і цього разу здобула перемогу. Ще по разу Мораріу і Лучич грали у фіналі в парному розряді, причому Мораріу свій фінал виграла, а Лучич програла. Найбільш титулованою учасницею була аргентинка Лаура Монтальво, що тричі перемагала в парному розряді, з них двічі з Паолою Суарес.

## Фінали
Назви турніру
1995. Zagreb Open
1996. "M" Electronika Cup
1997.-2001. Croatia Bol Ladies Open
2010. Bluesun Bol Ladies Open
2016.- Croatia Bol Open

### Одиночний розряд
| Рік                 | Категорія | Чемпіонка                | Фіналістка          | Рахунок фіналу |
| ------------------- | --------- | ------------------------ | ------------------- | -------------- |
| 1991                | V         | Сандра Чеккіні           | Магдалена Малеєва   | 6–4, 3–6, 7–5  |
| 1995                | III       | Сабін Аппельманс         | Зілке Маєр          | 6–4, 6–3       |
| 1996                | IV        | Глорія Піццікіні         | Сільвія Талая       | 6–0, 6–2       |
| 1997                | IV        | Мір'яна Лучич-Бароні     | Коріна Мораріу      | 7–5, 6–7, 7–6  |
| 1998                | IVa       | Мір'яна Лучич-Бароні (2) | Коріна Мораріу      | 6–2, 6–4       |
| 1999                | IV        | Коріна Мораріу           | Жулі Алар-Декюжі    | 6–2, 6–0       |
| 2000                | III       | Тіна Писник              | Амелі Моресмо       | 7–6, 7–6       |
| 2001                | III       | Анхелес Монтоліо         | Маріана Діас-Оліва  | 3–6, 6–2, 6–4  |
| 2002                | III       | Оса Свенссон             | Іва Майолі          | 6–3, 4–6, 6–1  |
| 2003                | III       | Віра Звонарьова          | Кончіта Мартінес Г. | 6–1, 6–3       |
| ↓ WTA 125K series ↓ |           |                          |                     |                |
| 2016                | 125K      | Менді Мінелла            | Полона Герцог       | 6–2, 6–3       |
| 2017                | 125K      | Александра Крунич        | Александра Каданцу  | 6–3, 3–0 ret.  |
| 2018                | 125K      | Тамара Зіданшек          | Магда Лінетт        | 6–1, 6–3       |
| 2019                | 125K      | Тамара Зіданшек (2)      | Сара Соррібес Тормо | 7–5, 7–5       |

| Гравчиня             | Перемоги (2+) | Перемоги (2+) | Перемоги (2+) | Перемоги (2+) |
| Гравчиня             | Σ             | WTA           | 125K          |               |
| -------------------- | ------------- | ------------- | ------------- | ------------- |
| Мір'яна Лучич-Бароні | 2             | 2             | 0             |               |
| Тамара Зіданшек      | 2             | 0             | 2             |               |

### Парний розряд
| Рік                 | Категорія | Чемпіонки                              | Фіналістки                              | Рахунок фіналу        |
| ------------------- | --------- | -------------------------------------- | --------------------------------------- | --------------------- |
| 1991                | V         | Лаура Голарса Магдалена Малеєва        | Сандра Чеккіні Лаура Гарроне            | walkover              |
| 1995                | III       | Мерседес Пас Рене Сімпсон              | Лаура Голарса Іріна Спирля              | 7–5, 6–2              |
| 1996                | IV        | Лаура Монтальво Паола Суарес           | Алексія Дешом-Баллере Александра Фусаї  | 6–7, 6–3, 6–4         |
| 1997                | IV        | Лаура Монтальво (2) Генрієта Надьова   | Марія Хосе Гайдано Маріон Маруска       | 6–3, 6–1              |
| 1998                | IVa       | Лаура Монтальво (3) Паола Суарес (2)   | Йоаннетта Крюгер Мір'яна Лучич-Бароні   | walkover              |
| 1999                | IV        | Єлена Костанич-Тошич Міхаела Паштікова | Меган Шонессі Андрея Ехрітт-Ванк        | 7–5, 6–7, 6–2         |
| 2000                | III       | Жулі Алар-Декюжі Коріна Мораріу        | Тіна Кріжан Катарина Среботник          | 6–2, 6–2              |
| 2001                | III       | Марія Мартінес Анабель Медіна          | Надія Петрова Тіна Писник               | 7–5, 6–4              |
| 2002                | III       | Татьяна Гарбін Анжелік Віджайя         | Олена Бовіна Генрієта Надьова           | 7–5, 3–6, 6–4         |
| 2003                | III       | Петра Мандула Патріція Вартуш          | Еммануель Гальярді Патті Шнідер         | 6–3, 6–2              |
| ↓ WTA 125K series ↓ |           |                                        |                                         |                       |
| 2016                | 125K      | Ксенія Кнолль Петра Мартич             | Ралука Олару Іпек Сойлу                 | 6–3, 6–2              |
| 2017                | 125K      | Чжуан Цзяжун Рената Ворачова           | Ліна Джорческа Александрина Найденова   | 6–4, 6–2              |
| 2018                | 125K      | Маріана Дуке Маріньйо Ван Яфань        | Сільвія Солер Еспіноса Барбора Штефкова | 6–3, 7–5              |
| 2019                | 125K      | Тімеа Бачинскі Менді Мінелла           | Корнелія Лістер Рената Ворачова         | 0–6, 7–6(7–3), [10–4] |